# Las tentaciones de San Antonio (Joos van Craesbeeck)
Las tentaciones de San Antonio es un cuadro del pintor flamenco Joos van Craesbeeck que data aproximadamente del año 1650, la cual realizó en el apogeo de su obra. Se trata de un óleo sobre lienzo con unas dimensiones de 78 x 116 cm y se ubica actualmente en la Galería Nacional de Arte de Karlsruhe en Alemania.

## Contexto histórico
La obra de Joos van Craesbeeck es un claro ejemplo de lo que sucedía con el arte barroco a mediados del siglo XVII, pues tras la división religiosa de los Países Bajos, los pintores flamencos del sur optaban por temas con motivos religiosos para revivir la tradición católica mientras los pintores del norte calvinista solían pintar temas profanos.

## Descripción de la obra
Craesbeeck representa esta escena evidentemente influenciado por El Bosco, por lo que sus paisajes son de carácter onírico. En este se pueden encontrar criaturas fantásticas, las cuales son descritas como demonios y, obviamente, también involucrando simbolismos religiosos. El pintor flamenco también añade a su obra un sentido del humor e ironía muy marcados, el cual se puede apreciar especialmente en la tentación al propio San Antonio.

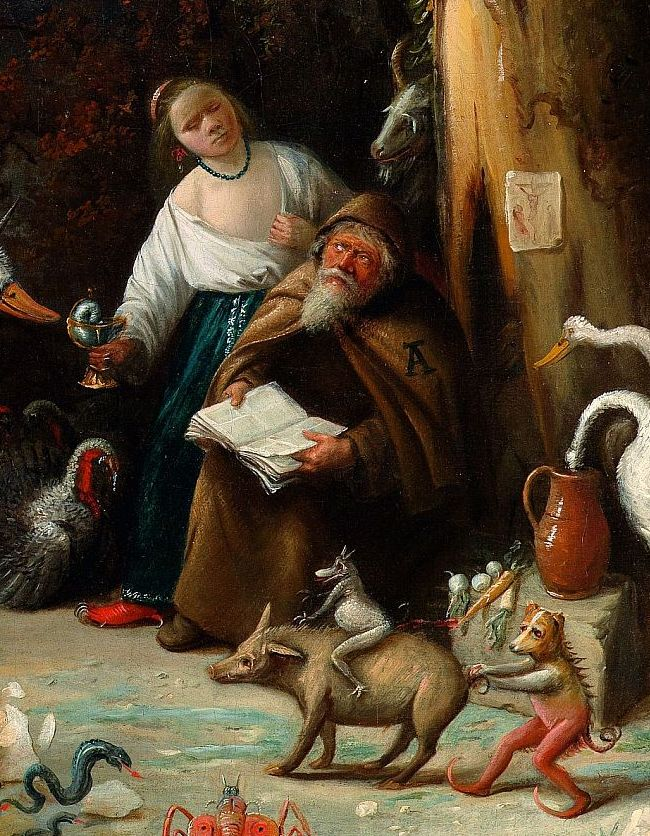
Detalle derecho de la obra, en la que se observa a San Antonio siendo tentado.

La pintura retrata la historia de un monje cristiano aproximadamente entre los siglos III y IV llamado Antonio, quien decide apartarse de la sociedad y vivir recluido en el desierto, en el cual es tentado por el demonio; sin embargo, él resiste a todas las incitaciones por medio de su fe. Esta representación del santo es sacada de La Leyenda dorada de Santiago de la Vorágine, texto religioso del siglo XIII, el cual fue una de las influencias más importantes en la Edad Media.
Se puede observar a San Antonio al costado derecho del cuadro, quien se encuentra en la playa, sentado bajo un árbol vistiendo una túnica de color marrón y sosteniendo en sus manos las Sagradas Escrituras; la mirada del santo expresa que está reprimiendo un gran deseo por mirar lo que sucede tras él, y sobre todo a la mujer que está a su lado tratando de mostrarle sus pechos, la cual, bajo su vestido, asoma el pie que parece ser de una bestia. San Antonio se aferra su biblia como si fuera su único consuelo y salvación, e invita al espectador a hacer lo mismo ante las tentaciones. A la izquierda de la pintura, se aprecia una figura que predomina sobre todo el espacio: una cabeza gigante de un hombre (que muy probablemente se trate de un autorretrato) que ha sido arrastrada por el mar hasta la costa, de la cual entran y salen criaturas híbridas, como si aquellos pensamientos intrusivos estuvieran cobrando vida propia encarnándose en demonios. Podemos encontrar a otros personajes dentro de la frente abierta de esta cabeza enorme, de los cuales no se ha interpretado su significado hasta ahora, ya que parece ser una referencia a la vida del artista mismo. Detrás de la cabeza, en el mar, se acercan barcos que traen consigo cientos de estas criaturas.
También se adjunta en sus pinturas un motivo humorístico e irónico que podemos ver especialmente en esta pintura; a pesar de que a simple vista vemos un escenario caótico lleno de demonios, en realidad al prestar atención a los personajes monstruosos no son tan terribles como deberían serlo y crean escenarios con un marcado sentido del humor.

## Análisis de la obra
El motivo real de esta pintura parece estar escondido tras la escena de la Tentación de San Antonio, ya que el santo en realidad se muestra solamente en un pequeño espacio del lado derecho de la pintura y lo que llama inmediatamente la atención del espectador es la cabeza gigante. Esto, bajo las suposiciones de que se trata de un retrato del mismo pintor, entonces habla más específicamente de las tentaciones del pintor. Esto puede deducirse también a partir de su propósito, ya que, en primera instancia, el tema de San Antonio tendría que invitar a quien mira la pintura a luchar contra sus deseos y aferrarse a su fe, sin embargo, la pintura es tan explícita y misteriosa que en realidad invita al espectador a seguir mirando cada rincón y personaje dentro de la pintura. Una de las razones por las que se cree que la cabeza es un autorretrato, es que se dejan ver en la boca abierta de esta, unos dientes podridos como los de un fumador compulsivo (tema recurrente en otras pinturas de Joos Van Creasbeeck).